# Rhêmes-Saint-Georges

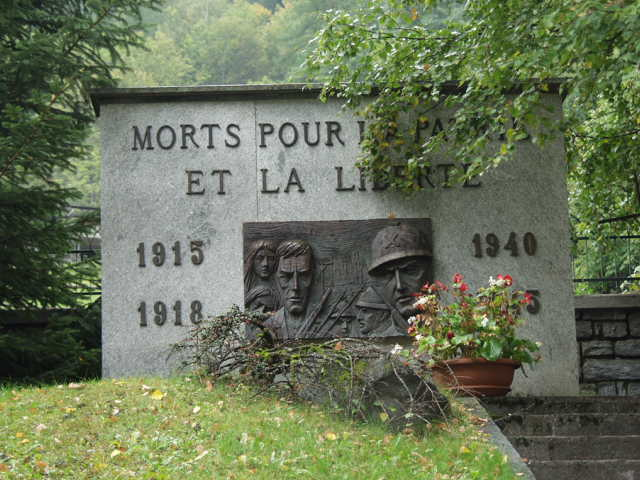
Pomnik ku czci poległych w obu wojnach światowych

Rhêmes-Saint-Georges – miejscowość i gmina we Włoszech, w regionie Dolina Aosty.
Według danych na styczeń 2009 gminę zamieszkiwało 211 osób przy gęstości zaludnienia 5,7 os./km².